# Nolasena
Nolasena là một chi bướm đêm thuộc họ Erebidae.